# Iwogumoa insidiosa
Iwogumoa insidiosa là một loài nhện trong họ Amaurobiidae.
Loài này thuộc chi Iwogumoa. Iwogumoa insidiosa được Ludwig Carl Christian Koch miêu tả năm 1878.